# Цеглинський Микола Григорович
Мико́ла Григо́рович Цегли́нський (1883, Львів — 1956, Нью-Йорк) — український журналіст і літературний критик. Син Григорія Цеглинського.
Друкувався серед іншого у «ЛНВ». За Першої світової війни жив у Швейцарії (співробітник Союзу Визволення України), згодом у США, де був редактором українсько-американських газет: «Оборона України», «Народна Воля», співробітник «Української Громади» й ін. Відстоював соціалістичні погляди. Помер у Нью-Йорку.